# Lista de prêmios e indicações recebidos por Shakira
Shakira é uma uma cantora colombiana. Ela começou sua carreira em 1990 com a Sony Music e tem sido uma das artistas latinos mais populares do mundo desde meados dos anos 90 . Shakira vendeu cerca de 125 milhões de discos, DVDs e singles vendidos em todo o mundo com 25,4 milhões de vendas nos Estados Unidos (a partir de 2014), tornando-se um dos artistas 
com mais recordes de vendas de todos os tempos. Ela ganhou 266 prêmios de 590 indicações, incluindo 3 Grammy Awards e 12 Latin Grammy Awards, fazendo dela a artista feminina latina mais premiada de todos os tempos.
Em 2002, Shakira ganhou o prêmio de Melhor Vídeo Musical de Suerte no Grammy Latino. Em 2003, Shakira ganhou quatro prêmios de onze indicações, incluindo o Prêmio Echo de Melhor Artista Feminina Internacional e o World Music Awards de Melhor Artista Feminina Latina. Em 2005, Shakira ganhou dezesseis prêmios de vinte e duas indicações, incluindo American Music Awards de Best Latin Artist, Best Female em 2005 no MTV Europe Music Awards e três Billboard Music Awards.
Em 2006, Shakira ganhou trinta e dois prêmios de cinquenta indicações, incluindo Grammy Awards de Melhor Álbum Latino de Rock/Alternativo, American Music Awards de Artista Latino Favorito, Seis Billboard Latin Music Awards por "La Tortura" como Ringtone Latino do Ano, Latin Pop Canção do Ano do Airplay - Duo ou Grupo, Canção Latina do Ano, Canção Latina do Ano-Vocal Dueto ou Colaboração, Espírito da Esperança e Álbum Pop-Feminino Latino, quatro Prêmios Latin Grammy Awards de Gravação do Ano e Canção do Ano para "La Tortura", Álbum do Ano e Álbum Vocal Pop Feminino para "Fijación Oral Vol. 1".
Shakira lançou seu sexto álbum de estúdio "She Wolf", em outubro de 2009, apresentando o primeiro single "She Wolf". Em 2009, Shakira ganhou o prêmio de melhor artista pop internacional no Bambi Awards. Também o álbum "Fijación Oral Vol. 1" de 2005 ganhou o Billboard Music Award por Latin Pop Album da década de 00's. Em 2010, Shakira ganhou dois Billboard Music Awards de cinco nomeações e seis Billboard Latin Music Awards de treze indicações e melhor artista do ano em 2010 do World Music Awards.

## ALMA Awards
O American Latino Media Arts Award, ou ALMA Awards é uma distinção concedida a artistas latinos que promovem representações positivas de latinos no campo do entretenimento. Shakira recebeu cinco prêmios de sete indicações.
| Ano  | Nomeação                | Categoria                           | Resultado- |
| ---- | ----------------------- | ----------------------------------- | ---------- |
| 2002 | Shakira                 | Outstanding Female Performer,Female | Venceu     |
| 2002 | "Laundry Service"       | Album of the Year                   | Venceu     |
| 2002 | "Whenever, Wherever"    | Song of the Year                    | Venceu     |
| 2006 | Shakira                 | Outstanding Female Performer,Female | Venceu     |
| 2006 | "Fijación oral, vol. 1" | Album of the Year                   | Venceu     |
| 2008 | Shakira                 | Humanitarian Award                  | Venceu     |
| 2011 | Shakira                 | Best Female Artist In Music         | Indicado   |

## American Music Awards
O American Music Awards é uma cerimônia anual de premiação criada por Dick Clark em 1973. Shakira recebeu 5 prêmios de 8 indicações.
| Ano  | Nomeação | Categoria             | Resultado- |
| ---- | -------- | --------------------- | ---------- |
| 2001 | Shakira  | Favorite Latin Artist | Indicado   |
| 2002 | Shakira  | Favorite Latin Artist | Indicado   |
| 2003 | Shakira  | Favorite Latin Artist | Indicado   |
| 2005 | Shakira  | Favorite Latin Artist | Venceu     |
| 2006 | Shakira  | Favorite Latin Artist | Venceu     |
| 2010 | Shakira  | Favorite Latin Artist | Venceu     |
| 2012 | Shakira  | Favorite Latin Artist | Venceu     |
| 2017 | Shakira  | Favorite Latin Artist | Venceu     |

## Bambi Awards
O Bambi Awards é o equivalente alemão dos prêmios Emmy, homenageando o sucesso em filmes, televisão, música e esportes, entre outros campos. Shakira recebeu um prêmio de duas indicações.
| Ano  | Nomeação | Categoria                | Resultado- |
| ---- | -------- | ------------------------ | ---------- |
| 2009 | Shakira  | International Pop Artist | Venceu     |
| 2010 | Shakira  | International Pop Artist | Indicado   |

## Prêmios BET
O BET Awards foi criado em 2001 pela rede Black Entertainment Television para celebrar afro-americanos e outras minorias na música, atuação, esportes e outros campos de entretenimento. Shakira foi indicada para um prêmio por sua colaboração com a cantora afro-americana Beyonce.
| Ano  | Nomeação                     | Categoria         | Resultado- |
| ---- | ---------------------------- | ----------------- | ---------- |
| 2007 | Beautiful Liar (com Beyonce) | Video of the Year | Indicado   |

## Billboard Latin Music Awards
O Billboard Latin Music Awards surgiu do Billboard Music Awards da revista Billboard, uma publicação do setor que registra o sucesso de vendas e rádio de gravações musicais. Shakira recebeu 41 (até 2019) prêmios de 76 indicações.

| Ano                                        | Nomeação                           | Categoria                                               | Resultado-                |        |
| ------------------------------------------ | ---------------------------------- | ------------------------------------------------------- | ------------------------- | ------ |
| 1997                                       | "Pies Descalzos"                   | Best Pop Album                                          | Venceu                    |        |
| 1997                                       | "Un Poco de Amor"                  | Best Video of the Year                                  | Venceu                    |        |
| 1997                                       | Shakira                            | Best New Artist                                         | Venceu                    |        |
| 2001                                       | "MTV Unplugged"                    | Best Latino Artist with the album                       | Venceu                    |        |
| 2001                                       | "MTV Unplugged"                    | Pop Album of the Year, Female                           | Indicado                  |        |
| 2001                                       | "MTV Unplugged"                    | Billboard 50 Artist of the Year                         | Indicado                  |        |
| 2002                                       | "Suerte"                           | Latin Pop Airplay Track of the Year                     | Indicado                  |        |
| 2002                                       | Shakira                            | Viewer's Choice Award                                   | Venceu                    |        |
| 2003                                       | Shakira                            | Latin Tour of the Year                                  | Indicado                  |        |
| 2004                                       | "Que Me Quedes Tu"                 | Latin Pop Airplay Track of the Year, Female             | Indicado                  |        |
| 2006                                       | "La Tortura"                       | Latin Ringtone of the Year                              | Venceu                    |        |
| 2006                                       | "La Tortura"                       | Latin Pop Airplay Song of the Year - Duo or Group       | Venceu                    |        |
| 2006                                       | "La Tortura"                       | Hot Latin Song of the Year                              | Venceu                    |        |
| 2006                                       | "La Tortura"                       | Hot Latin Song of the Year-Vocal Duet or Collaboration  | Venceu                    |        |
| 2006                                       | Shakira                            | Artist of the Year                                      | Indicado                  |        |
| 2006                                       | Shakira                            | Spirit of the Hope                                      | Venceu                    |        |
| 2006                                       | Shakira                            | Top Latin Album Artist of the Year                      | Indicado                  |        |
| 2006                                       | "No"                               | Latin Pop Airplay Song of the Year-Female               | Indicado                  |        |
| 2006                                       | "Fijacion Oral Vol. 1"             | Latin Pop Album-Female                                  | Venceu                    |        |
| 2007                                       | "Hips Don't Lie"                   | Hot Latin Songs of the Year                             | Indicado                  |        |
| 2007                                       | "Hips Don't Lie"                   | Latin Pop Airplay Song of the Year - Duo or Group       | Indicado                  |        |
| 2007                                       | "Hips Don't Lie"                   | Hot Latin Song of the Year-Vocal Duet or Collaboration  | Venceu                    |        |
| 2007                                       | Shakira                            | Latin Tour of the Year                                  | Venceu                    |        |
| 2008                                       | "Te Lo Agradezco, Pero No"         | Hot Latin Songs of the Year-Vocal Duet or Collaboration | Indicado                  |        |
| 2008                                       | "Hips Don't Lie"                   | Latin Ringtone of the Year                              | Indicado                  |        |
| 2009                                       | Shakira                            | Latin Digital Download Artist of the Year               | Indicado                  |        |
| 2010                                       | Shakira                            | Hot Latin Songs - Female Artist of the Year             | Venceu                    |        |
| 2010                                       | Shakira                            | Latin Pop Airplay - Female Artist of the Year           | Indicado                  |        |
| 2010                                       | Shakira                            | Tropical Airplay - Female Artist of the Year            | Venceu                    |        |
| 2010                                       | "Loba"                             | Latin Pop Airplay - Song of the year                    | Indicado                  |        |
| 2010                                       | "Loba"                             | Latin Digital Download - Song of the Year               | Indicado                  |        |
| 2011                                       | Shakira                            | Latin Artist of the Year                                | Indicado                  |        |
| 2011                                       | Shakira                            | Hot Latin Songs - Female Artist of the Year             | Venceu                    |        |
| 2011                                       | Shakira                            | Top Latin Albums - Female Artist of the Year            | Venceu                    |        |
| 2011                                       | Shakira                            | Latin Pop Airplay - Solo Artist of the Year             | Venceu                    |        |
| 2011                                       | Shakira                            | Latin Pop Albums - Solo Artist of the Year              | Indicado                  |        |
| 2011                                       | Shakira                            | Latin Touring Artist of the Year                        | Indicado                  |        |
| 2011                                       | Shakira                            | Latin Social Artist of the Year                         | Venceu                    |        |
| 2011                                       | "Loca" (part. El Cata)             | Hot Latin Song of the Year - Vocal Event                | Venceu                    |        |
| 2011                                       | "Loca" (part. El Cata)             | Latin Digital Download of the Year                      | Indicado                  |        |
| 2011                                       | "Waka Waka (This Time for Africa)" | Latin Digital Download of the Year                      | Venceu                    |        |
| 2011                                       | "Sale el Sol"                      | Latin Album of the Year                                 | Indicado                  |        |
| 2011                                       | "Sale el Sol"                      | Latin Pop Album of the Year                             | Indicado                  |        |
| 2011                                       | "Sale el Sol"                      | Latin Digital Album of the Year                         | Indicado                  |        |
| 2012                                       | Shakira                            | Latin Artist of the Year                                | Indicado                  |        |
| 2012                                       | Shakira                            | Hot Latin Songs - Female Artist of the Year             | Venceu                    |        |
| 2012                                       | Shakira                            | Top Latin Albums - Female Artist of the Year            | Venceu                    |        |
| 2012                                       | Shakira                            | Latin Pop Albums - Solo Artist of the Year              | Venceu                    |        |
| 2012                                       | Shakira                            | Latin Pop Songs Artist of the Year, Solo                | Indicado                  |        |
| 2012                                       | Shakira                            | Tropical Songs Artist of the Year, Solo                 | Indicado                  |        |
| 2012                                       | Shakira                            | Latin Social Artist of the Year                         | Venceu                    |        |
| 2012                                       | "Rabiosa"                          | Latin Digital Download of the Year                      | Indicado                  |        |
| 2012                                       | "Waka Waka (This Time for Africa)" | Latin Digital Download of the Year                      | Indicado                  |        |
| 2012                                       | "Sale el Sol"                      | Latin Digital Album of the Year                         | Indicado                  |        |
| 2013                                       | Shakira                            | Social Artist of the Year                               | Venceu                    |        |
| 2013                                       | Shakira                            | Songs Artist of the Year, Female                        | Venceu                    |        |
| 2013                                       | Shakira                            | Streaming Artist of the Year                            | Indicado                  |        |
| 2013                                       | Shakira                            | Albums Artist of the Year, Female                       | Indicado                  |        |
| 2013                                       | Shakira                            | Latin Pop Songs Artist of the Year, Solo                | Venceu                    |        |
| 2013                                       | Shakira                            | Latin Pop Albums Artist of the Year, Solo               | Indicado                  |        |
| 2013                                       | Addicted to You                    | Latin Pop Airplay Song of the Year                      | Indicado                  |        |
| 2014                                       | Shakira                            | Social Artist of the Year                               | Venceu                    |        |
| 2014                                       | 2015                               | Shakira                                                 | Social Artist of the Year | Venceu |
| Hot Latin Songs Artist of the Year, Female | 2015                               | Shakira                                                 | Indicado                  |        |
| 2016                                       | Shakira                            | Social Artist of the Year                               | Venceu                    |        |
| 2016                                       | Shakira                            | Hot Latin Songs Artist of the Year, Female              | Venceu                    |        |
| 2016                                       | "Mi Verdad"                        | Latin Pop Song of the Year                              | Venceu                    |        |
| 2016                                       | "Mi Verdad"                        | Hot Latin Song of the Year, Vocal Event                 | Indicado                  |        |
| 2017                                       | Shakira                            | Social Artist of the Year                               | Indicado                  |        |
| 2017                                       | Shakira                            | Hot Latin Songs Artist of the Year, Female              | Venceu                    |        |
| 2017                                       | Shakira                            | Latin Pop Songs Artist of the Year, Solo                | Indicado                  |        |
| 2017                                       | La Bicicleta (part. Carlos Vives)  | Hot Latin Song of the Year                              | Indicado                  |        |
| 2017                                       | La Bicicleta (part. Carlos Vives)  | Vocal Event                                             | Indicado                  |        |
| 2017                                       | La Bicicleta (part. Carlos Vives)  | Airplay Song of the Year                                | Indicado                  |        |
| 2017                                       | La Bicicleta (part. Carlos Vives)  | Digital Song of the Year                                | Indicado                  |        |
| 2017                                       | La Bicicleta (part. Carlos Vives)  | Latin Pop Song of the Year                              | Indicado                  |        |
| 2018                                       | Shakira                            | Social Artist of the Year                               | Indicado                  |        |
| 2018                                       | Shakira                            | Hot Latin Songs Artist of the Year, Female              | Indicado                  |        |
| 2018                                       | Shakira                            | Top Latin Album Artist of the Year, Female              | Indicado                  |        |
| 2018                                       | Shakira                            | Latin Pop Artist of the Year, Solo                      | Indicado                  |        |
| 2018                                       | Chantaje (part. Maluma)            | Hot Latin Song of the Year, Vocal Event                 | Indicado                  |        |
| 2018                                       | Chantaje (part. Maluma)            | Streaming Song of the Year                              | Indicado                  |        |
| 2018                                       | Chantaje (part. Maluma)            | Digital Song of the Year                                | Indicado                  |        |
| 2018                                       | Chantaje (part. Maluma)            | Latin Pop Song of the Year                              | Indicado                  |        |
| 2018                                       | Me Enamore                         | Latin Pop Song of the Year                              | Indicado                  |        |
| 2018                                       | Déja Vu (part. Prince Royce)       | Tropical Song of the Year                               | Venceu                    |        |
| 2018                                       | El Dorado                          | Top Latin Album of the Year                             | Indicado                  |        |
| 2018                                       | El Dorado                          | Latin Pop Album of the Year                             | Indicado                  |        |

## Billboard Music Awards
O Billboard Music Awards é patrocinado pela revista Billboard. Os prêmios são baseados em dados de vendas da Nielsen SoundScan e em informações de rádio da Nielsen Broadcast Data Systems. Shakira recebeu sete prêmios de vinte e duas indicações.
| Ano  | Nomeação                              | Categoria                               | Resultado- |
| ---- | ------------------------------------- | --------------------------------------- | ---------- |
| 2002 | Shakira                               | Top Pop Artist - Female                 | Indicado   |
| 2002 | Shakira                               | Top Billboard 200 Album Artist - Female | Indicado   |
| 2005 | "Fijación Oral Vol. 1"                | Latin Album of the Year                 | Venceu     |
| 2005 | "La Tortura"                          | Latin Song of the Year                  | Venceu     |
| 2005 | "La Tortura"                          | Latin Album Artist of the Year          | Venceu     |
| 2006 | "Hips Don't Lie"                      | Pop Single of the Year                  | Indicado   |
| 2006 | "Hips Don't Lie"                      | Top Pop 100 Airplay Track               | Venceu     |
| 2006 | "Hips Don't Lie"                      | Top Hot 100 Single                      | Indicado   |
| 2006 | Shakira                               | Top Billboard 200 Album Artist - Female | Indicado   |
| 2011 | "Gypsy"                               | Top Latin Song                          | Indicado   |
| 2011 | "Loca com participação de El Cata"    | Top Latin Song                          | Indicado   |
| 2011 | Shakira                               | Top Streaming Artist                    | Indicado   |
| 2011 | Shakira                               | Top Latin Artist                        | Venceu     |
| 2011 | Shakira                               | Fan Favorite Award                      | Indicado   |
| 2011 | "Waka Waka (This Time for Africa)"    | Top Latin Song                          | Venceu     |
| 2011 | "Waka Waka (This Time for Africa)"    | Top Streaming Song (Video)              | Indicado   |
| 2011 | "Sale el Sol"                         | Top Latin Album                         | Indicado   |
| 2012 | Shakira                               | Top Latin Artist                        | Venceu     |
| 2012 | Shakira                               | Top Social Artist                       | Indicado   |
| 2013 | Shakira                               | Top Latin Artist                        | Indicado   |
| 2017 | "Chantaje" com participação de Maluma | Top Latin Song                          | Indicado   |
| 2017 | "La Bicicleta" com Carlos Vives       | Top Latin Song                          | Indicado   |
| 2018 | "El Dorado"                           | Top Latin Album                         | Indicado   |

## BMI Awards
A Broadcast Music, Inc. (BMI) é uma das três organizações de direitos autorais dos Estados Unidos, juntamente com a ASCAP e a SESAC. Ele coleta taxas de licenciamento em nome de compositores, compositores e editores de música e os distribui como royalties para os membros cujos trabalhos foram executados. Shakira recebeu 21 prêmios de 21 indicações.

### BMI Latin Awards
| Ano  | Nomeação                       | Categoria                                | Resultado- |
| ---- | ------------------------------ | ---------------------------------------- | ---------- |
| 2000 | Shakira                        | BMI Latin Award - Songwriter of the Year | Venceu     |
| 2000 | "Ciega, Sordomuda"             | Winning Songs                            | Venceu     |
| 2000 | "Tú"                           | Winning Songs                            | Venceu     |
| 2000 | "Inevitable"                   | Winning Songs                            | Venceu     |
| 2001 | "No Creo"                      | Winning Songs                            | Venceu     |
| 2002 | "Ojo Asi"                      | Winning Songs                            | Venceu     |
| 2003 | "Suerte"                       | Winning Songs                            | Venceu     |
| 2003 | "Te Aviso, Te Anuncio (Tango)" | Winning Songs                            | Venceu     |
| 2004 | "Que Me Quedes Tú"             | Winning Songs                            | Venceu     |
| 2006 | "Hips Don't Lie"               | BMI Urban Award - Billboard No. 1s       | Venceu     |
| 2007 | "La Tortura"                   | Latin Ringtone of the Year               | Venceu     |
| 2007 | "La Tortura"                   | Song of the Year                         | Venceu     |
| 2007 | "La Tortura"                   | Winning Songs                            | Venceu     |
| 2007 | "No"                           | Winning Songs                            | Venceu     |
| 2010 | "Las de la Intuición"          | Winning Songs                            | Venceu     |
| 2011 | "Loba"                         | Winning Songs                            | Venceu     |
| 2011 | "Lo Hecho Está Hecho"          | Winning Songs                            | Venceu     |
| 2014 | "Addicted to You"              | Winning Songs                            | Venceu     |
| 2018 | "Chantaje"                     | Winning Songs                            | Venceu     |
| 2018 | "La Bibicleta"                 | Winning Songs                            | Venceu     |

### BMI Pop Awards
| Ano  | Nomeação                  | Categoria     | Resultado- |
| ---- | ------------------------- | ------------- | ---------- |
| 2003 | "Whenever, Wherever "     | Winning Songs | Venceu     |
| 2003 | "Underneath Your Clothes" | Winning Songs | Venceu     |
| 2007 | "Hips Don't Lie"          | Winning Songs | Venceu     |

## Brit Awards
O Brit Awards é o prêmio anual de música pop da British Phonographic Industry.
| Ano  | Nomeação | Categoria                         | Resultado- |
| ---- | -------- | --------------------------------- | ---------- |
| 2003 | Shakira  | International Breakthrough Artist | Indicado   |
| 2010 | Shakira  | International Female Artist       | Indicado   |

## Crystal Award
O Crystal Award é apresentado pelo Fórum Econômico Mundial durante o encontro anual em Davos, na Suíça, todos os anos. Shakira recebeu o prêmio por seu trabalho humanitário da Barefoot Foundation, que oferece educação de qualidade para crianças carentes em sua terra natal Colômbia e em todo o mundo. Este prêmio reconhece seu compromisso com o desenvolvimento da primeira infância.
| Ano  | Nomeação | Categoria            | Resultado- |
| ---- | -------- | -------------------- | ---------- |
| 2017 | Shakira  | Crystal award winner | Venceu     |

## Echo Awards
Echo Awards é um prêmio de música alemã concedido todos os anos pela Deutsche Phono-Akademie (uma associação de gravadoras). O vencedor de cada ano é determinado pelas vendas do ano anterior. Shakira recebeu um prêmio de nove indicações.
| Ano  | Nomeação                           | Categoria                        | Resultado- |
| ---- | ---------------------------------- | -------------------------------- | ---------- |
| 2003 | Shakira                            | Best International Female Artist | Venceu     |
| 2003 | Shakira                            | Best International Newcomer      | Indicado   |
| 2003 | "Whenever, Wherever"               | Best International Single        | Indicado   |
| 2006 | Shakira                            | Best International Female Artist | Indicado   |
| 2007 | Shakira                            | Best International Female Artist | Indicado   |
| 2007 | "Hips Don't Lie"                   | Best International Single        | Indicado   |
| 2011 | Shakira                            | Best International Female Artist | Indicado   |
| 2011 | "Waka Waka (This Time For Africa)" | Hit Song of the Year             | Indicado   |
| 2015 | Shakira                            | Best International Female Artist | Indicado   |

## Fonogram Awards
Fonogram Awards é o prêmio nacional de música da Hungria,  realizado todos os anos desde 1992 e promovido por Mahasz. Shakira foi indicada duas vezes.
| Ano  | Nomeação        | Categoria                                              | Resultado- |
| ---- | --------------- | ------------------------------------------------------ | ---------- |
| 2003 | Laundry Service | Fonogram Award for International Modern Pop/Rock Album | Indicado   |
| 2011 | Sale El Sol     | Fonogram Award for International Modern Pop/Rock Album | Indicado   |

## Fortune World's Greatest Leader
A lista da Fortune do maior líder do mundo é realizada pela Fortune. Nos negócios, governo, filantropia e artes, e em todo o mundo, esses homens e mulheres estão transformando o mundo e inspirando outros a fazer o mesmo. Shakira foi selecionada uma vez em 2017.
| Ano  | Nomeação  | Categoria                 | Resultado- |
| ---- | --------- | ------------------------- | ---------- |
| 2017 | Ela Mesma | O 50 maior líder do mundo | 27         |

## Golden Globe Awards
O Globo de Ouro é um reconhecimento dado aos 93 membros da Associação de Imprensa Estrangeira de Hollywood (HFPA), que reconhecem a excelência no cinema e na televisão, tanto nacionais como estrangeiros. Shakira é a primeira colombiana a ser indicado para um Globo de Ouro.
| Ano  | Nomeação    | Categoria          | Resultado- |
| ---- | ----------- | ------------------ | ---------- |
| 2007 | "Despedida" | Best Original Song | Indicado   |

## Grammy Awards
O Grammy Awards são concedidos anualmente pela National Academy of Recording Arts and Sciences nos Estados Unidos. Shakira recebeu três prêmios de seis indicações.
| Ano  | Nomeação                           | Categoria                               | Resultado- |
| ---- | ---------------------------------- | --------------------------------------- | ---------- |
| 1999 | Dónde están los ladrones?          | Best Latin Rock/Alternative Performance | Indicado   |
| 2001 | MTV Unplugged                      | Best Latin Pop Album                    | Venceu     |
| 2006 | Fijación Oral Vol. 1               | Best Latin Rock/Alternative Album       | Venceu     |
| 2007 | "Hips Don't Lie" (com Wyclef Jean) | Best Pop Collaboration with Vocals      | Indicado   |
| 2008 | "Beautiful Liar" (com Beyoncé)     | Best Pop Collaboration with Vocals      | Indicado   |
| 2018 | El Dorado                          | Best Latin Pop Album                    | Venceu     |

## Groovevolt Music Awards
Groovevolt.com anunciou os nomeados para o seu anual GV Music & Fashion Awards. Shakira recebeu um prêmio de quatro indicações.
| Ano  | Nomeação               | Categoria                          | Resultado- |
| ---- | ---------------------- | ---------------------------------- | ---------- |
| 2006 | "Fijacion Oral Vol. 1" | Best Pop Album - Female            | Indicado   |
| 2006 | "Fijacion Oral Vol. 1" | Best Latin Album                   | Venceu     |
| 2006 | "La Tortura"           | Best Pop Song Performance - Female | Indicado   |
| 2006 | Shakira                | Most Fashionable Artist            | Indicado   |

## Guinness World Records
| Ano  | Trabalho nomeado      | Prêmio                                                                     | Resultado | Ref.   |
| ---- | --------------------- | -------------------------------------------------------------------------- | --------- | ------ |
| 2005 | Fijación Oral, Vol. 1 | O álbum espanhol mais vendido nos EUA na primeira semana                   | Venceu    | [ 78 ] |
| 2005 | La Tortura            | O single espanhol mais vendido de todos os tempos                          | Venceu    | [ 78 ] |
| 2015 | Shakira               | A primeira pessoa no mundo a conseguir 100 milhões de curtidas no Facebook | Venceu    | [ 79 ] |
| 2017 | Shakira               | A maioria dos compromissos do Facebook para um músico solo feminino        | Venceu    | [ 79 ] |

## Harvard Foundation Artist of the Year
A Harvard Foundation, centro de Harvard para iniciativas de artes e ciências interculturais, homenageia os artistas, cientistas e líderes mais aclamados do mundo todos os anos. Shakira foi nomeada a artista do ano em 2011. “Suas contribuições à música e à distinta história de criatividade foram aplaudidas por pessoas em todo o mundo, e ela é muito admirada em todo o mundo por seus esforços humanitários através de sua Barefoot Foundation.” Disse S. Allen Counter, diretor da Fundação Harvard.
| Ano  | Nomeação | Categoria          | Resultado- |
| ---- | -------- | ------------------ | ---------- |
| 2011 | Shakira  | Artist of the Year | Venceu     |

## Heat Latin Music Awards
O Heat Latin Music Awards é um prêmio criado em 2015 pela cadeia de música HTV, para premiar o melhor da música latina.
| Ano  | Nomeação | Categoria          | Resultado- |
| ---- | -------- | ------------------ | ---------- |
| 2015 | Shakira  | Best Female Artist | Venceu     |

## Hit Fm Top Yearly Top 100 Singles Adward
Os melhores 100 singles Adward são apresentados pela emissora taiwanesa Hit FM, homenageando todos os 100 singles mais populares de Taiwan durante todo o ano. Shakira foi listada no top 100 singles por três vezes.
| Ano  | Nomeação                         | Categoria                 | Resultado- |
| ---- | -------------------------------- | ------------------------- | ---------- |
| 2002 | Whenever, Wherever               | Top 100 singles - Rank 41 | Venceu     |
| 2010 | Waka Waka (This Time for Africa) | Top 100 singles - Rank 74 | Venceu     |
| 2016 | Try Everything                   | Top 100 singles - Rank 74 | Venceu     |

## Hollywood Walk of Fame
| Ano  | Nomeado | Prêmio                                                          | Resultado | Ref    |
| ---- | ------- | --------------------------------------------------------------- | --------- | ------ |
| 2011 | Shakira | Estrela na Calçada da Fama de Hollywood (Categoria de Gravação) | Venceu    | [ 85 ] |

## iHeartRadio Music Awards
| Ano  | Nomeado   | Prêmio                   | Resultado |
| ---- | --------- | ------------------------ | --------- |
| 2018 | Shakira   | Latin Artist of the Year | Indicado  |
| 2018 | El Dorado | Latin Album of the Year  | Venceu    |

## International Dance Music Awards
O International Dance Music Awards foi criado em 1985. É parte da Winter Music Conference, um evento de música eletrônica que dura uma semana e acontece anualmente. Shakira recebeu dois prêmios de nove indicações.
| Ano  | Nomeado                            | Prêmio                     | Resultado |
| ---- | ---------------------------------- | -------------------------- | --------- |
| 2003 | "Objection"                        | Best Latin Track           | Indicado  |
| 2006 | "La tortura"                       | Best Latin Track           | Venceu    |
| 2007 | "Hips Don't Lie"                   | Best Latin/Reggaeton Track | Venceu    |
| 2010 | "She Wolf"                         | Best Latin/Reggaeton Track | Indicado  |
| 2011 | "Loca"                             | Best Latin/Reggaeton Track | Indicado  |
| 2011 | "Waka Waka (This Time for Africa)" | Best Latin/Reggaeton Track | Indicado  |
| 2012 | "Rabiosa"                          | Best Latin/Reggaeton Track | Indicado  |
| 2013 | "Addicted to You"                  | Best Latin/Reggaeton Track | Indicado  |
| 2015 | "La La La (Brazil 2014)"           | Best Latin/Reggaeton Track | Indicado  |

## Juno Awards
O Juno Awards são apresentados anualmente a artistas e bandas musicais canadenses para reconhecer suas conquistas artísticas e técnicas em todos os aspectos da música. Shakira recebeu uma indicação.
| Ano  | Nomeação          | Categoria                       | Resultado- |
| ---- | ----------------- | ------------------------------- | ---------- |
| 2003 | "Laundry Service" | International Album of the Year | Indicado   |

## Latin American Music Awards
O Latin American Music Awards (Latin AMAs) é um prêmio anual de música americana desde 2015. É o equivalente em espanhol do American Music Awards (AMAs). Shakira recebeu 12 indicações.
| Ano  | Nomeação                   | Categoria                       | Resultado- |
| ---- | -------------------------- | ------------------------------- | ---------- |
| 2015 | Mi Verdad part. Maná       | Favorite Collaboration          | Indicado   |
| 2015 | Mi Verdad part. Maná       | Favorite Song Pop/Rock          | Indicado   |
| 2016 | Shakira                    | Favorite Female Artist Pop/Rock | Indicado   |
| 2017 | Shakira                    | Artist of the Year              | Indicado   |
| 2017 | Shakira                    | Favorite Female Artist Pop/Rock | Indicado   |
| 2017 | Chantaje part. Maluma      | Favorite Song Pop/Rock          | Indicado   |
| 2017 | Chantaje part. Maluma      | Favorite Collaboration          | Indicado   |
| 2017 | Chantaje part. Maluma      | Song of the Year                | Indicado   |
| 2017 | Deja Vu part. Prince Royce | Song of the Year                | Indicado   |
| 2017 | Deja Vu part. Prince Royce | Favorite Song Tropical          | Venceu     |
| 2017 | El Dorado                  | Album of the Year               | Indicado   |
| 2017 | El Dorado                  | Favorite Album Pop/Rock         | Indicado   |

## Latin Grammy Awards
O Latin Grammy Awards são concedidos anualmente nos Estados Unidos desde 2000 por contribuições excepcionais para a música de língua espanhola, Shakira recebeu doze prêmios de vinte e seis indicações. Shakira foi homenageada como Personalidade do Ano da Academia Latina da Gravação em 9 de novembro de 2011, um dia antes do 12º Grammy Latino.
| Lista de prêmios e indicações | Lista de prêmios e indicações   | Lista de prêmios e indicações         | Lista de prêmios e indicações | Lista de prêmios e indicações |
| Ano                           | Trabalho/Nomeação               | Categoria                             | Resultado                     |                               |
| ----------------------------- | ------------------------------- | ------------------------------------- | ----------------------------- | ----------------------------- |
| 2000                          | MTV Unplugged                   | Álbum do Ano                          | Indicado                      |                               |
| 2000                          | MTV Unplugged                   | Álbum Vocal Pop Feminino              | Indicado                      |                               |
| 2000                          | "Octavo Día"                    | Best Female Rock Vocal Performance    | Venceu                        |                               |
| 2000                          | "Ojos Asi"                      | Melhor Performance Vocal Pop Feminina | Venceu                        |                               |
| 2000                          | "Ojos Asi"                      | Melhor Vídeo Musical Curto            | Indicado                      |                               |
| 2002                          | "Suerte"                        | Melhor Vídeo Musical Curto            | Venceu                        |                               |
| 2003                          | "Te Aviso, Te Anuncio (Tango)"  | Melhor Canção Rock                    | Indicado                      |                               |
| 2006                          | Fijación Oral Vol. 1            | Álbum do ano                          | Venceu                        |                               |
| 2006                          | Fijación Oral Vol. 1            | Melhor Álbum Vocal Pop Feminino       | Venceu                        |                               |
| 2006                          | "La Tortura"                    | Gravação do Ano                       | Venceu                        |                               |
| 2006                          | "La Tortura"                    | Canção do Ano                         | Venceu                        |                               |
| 2006                          | "La Tortura"                    | Melhor Vídeo Musical Curto            | Indicado                      |                               |
| 2007                          | "Bello Embustero" (com Beyoncé) | Gravação do Ano                       | Indicado                      |                               |
| 2011                          | Sale el Sol                     | Gravação do Ano                       | Indicado                      |                               |
| 2011                          | Sale el Sol                     | Melhor Álbum Vocal Pop Feminino       | Venceu                        |                               |
| 2011                          | "Loca"                          | Melhor Vídeo Musical Curto            | Indicado                      |                               |
| 2012                          | En Vivo Desde París             | Melhor Longa Metragem Musical         | Indicado                      |                               |
| 2016                          | "La Bicicleta"                  | Gravação do Ano                       | Venceu                        |                               |
| 2016                          | "La Bicicleta"                  | Canção do Ano                         | Venceu                        |                               |
| 2017                          | El Dorado                       | Álbum do Ano                          | Indicado                      |                               |
| 2017                          | El Dorado                       | Melhor Álbum Vocal Pop Contemporâneo  | Venceu                        |                               |
| 2017                          | "Chantaje"                      | Gravação do Ano                       | Indicado                      |                               |
| 2017                          | "Chantaje"                      | Canção do Ano                         | Indicado                      |                               |
| 2017                          | "Chantaje"                      | Melhor Fusão Urbana/Performance       | Indicado                      |                               |
| 2017                          | "Deja Vu"                       | Melhor Canção Tropical                | Indicado                      |                               |

Latin Grammy Special Awards
| Ano  | Nomeação | Categoria                                           | Resultado |
| ---- | -------- | --------------------------------------------------- | --------- |
| 2011 | Shakira  | Personalidade do Ano da Academia Latina da Gravação | Honored   |

## Lo Nuestro Awards
| Ano  | Nomeação                          | Categoria                 | Resultado- |
| ---- | --------------------------------- | ------------------------- | ---------- |
| 1997 | Shakira                           | Pop Female Artist         | Venceu     |
| 1997 | Shakira                           | New Pop Artist            | Venceu     |
| 1997 | "Estoy Aquí"                      | Pop Song of the Year      | Indicado   |
| 1997 | "Pies Descalzos, Sueños Blancos"  | Video of the Year         | Indicado   |
| 1997 | Pies Descalzos                    | Pop Album of the Year     | Indicado   |
| 1999 | Shakira                           | Pop Female Artist         | Venceu     |
| 1999 | "Ciega, Sordomuda"                | Pop Song of the Year      | Indicado   |
| 1999 | "Ciega, Sordomuda"                | Video of the Year         | Indicado   |
| 1999 | Dónde Están los Ladrones?         | Pop Album of the Year     | Venceu     |
| 2000 | Shakira                           | Pop Female Artist         | Venceu     |
| 2001 | Shakira                           | Pop Female Artist         | Indicado   |
| 2001 | Shakira                           | Rock Artist of the Year   | Venceu     |
| 2001 | MTV Unplugged                     | Rock Album of the Year    | Venceu     |
| 2002 | Laundry Service                   | People Choice Pop/Rock    | Venceu     |
| 2003 | Shakira                           | Pop Female Artist         | Venceu     |
| 2003 | Shakira                           | Popular Rock Artist       | Venceu     |
| 2003 | "Suerte"                          | Pop Song                  | Indicado   |
| 2004 | Shakira                           | Best Female Artist        | Venceu     |
| 2004 | "Que Me Quedes Tu"                | Song of the Year          | Indicado   |
| 2006 | Shakira & Alejandro Sanz          | Best Duo or Group         | Venceu     |
| 2006 | "La Tortura" (com Alejandro Sanz) | Song of the Year          | Venceu     |
| 2006 | "No"                              | Video of the Year         | Indicado   |
| 2006 | Fijación Oral Vol. 1              | Pop Album of the Year     | Venceu     |
| 2007 | Shakira                           | Best Female Artist        | Venceu     |
| 2010 | "Loba"                            | Video of the Year         | Venceu     |
| 2011 | Shakira                           | Best Female Artist        | Venceu     |
| 2011 | "Lo Hecho Está Hecho"             | Song of the Year          | Indicado   |
| 2012 | Shakira                           | Artist of the Year        | Venceu     |
| 2012 | Shakira                           | Best Female Artist        | Venceu     |
| 2012 | "Rabiosa" (com Pitbull)           | Collaboration of the Year | Indicado   |
| 2012 | "Rabiosa" (com El Cata)           | Pop Song of the Year      | Venceu     |
| 2012 | "Sale el Sol"                     | Pop Song of the Year      | Indicado   |
| 2012 | Sale el Sol                       | Pop Album of the Year     | Venceu     |
| 2013 | Shakira                           | Pop Female Artist         | Indicado   |
| 2015 | Shakira                           | Pop Female Artist         | Venceu     |
| 2016 | Shakira                           | Pop Female Artist         | Indicado   |
| 2016 | "Mi Verdad" (com Maná)            | Pop Song                  | Indicado   |
| 2016 | "Mi Verdad" (com Maná)            | Collaboration of the Year | Indicado   |
| 2017 | "La Bicicleta" (com Carlos Vives) | Tropical Song             | Venceu     |
| 2017 | "La Bicicleta" (com Carlos Vives) | Single of the Year        | Venceu     |
| 2017 | "La Bicicleta" (com Carlos Vives) | Video of the Year         | Venceu     |

## Los Premios MTV Latinoamérica
O Los Premios MTV Latinoamérica ou VMALA é a versão latino-americana do Video Music Awards. Shakira recebeu doze prêmios de dezoito indicações.
| Ano  | Nomeação                   | Categoria                  | Resultado- |
| ---- | -------------------------- | -------------------------- | ---------- |
| 2002 | Shakira                    | Artist of the Year         | Venceu     |
| 2002 | Shakira                    | Best Female Artist         | Venceu     |
| 2002 | Shakira                    | Best Pop Artist            | Venceu     |
| 2002 | Shakira                    | Best Artist — North        | Venceu     |
| 2002 | "Suerte"                   | Video of the Year          | Venceu     |
| 2005 | "La tortura"               | Video of the Year          | Venceu     |
| 2005 | "No"                       | Video of the Year          | Indicado   |
| 2005 | Shakira                    | Artist of the Year         | Venceu     |
| 2005 | Shakira                    | Best Female Artist         | Venceu     |
| 2005 | Shakira                    | Best Pop Artist            | Venceu     |
| 2005 | Shakira                    | Best Artist — Central      | Venceu     |
| 2006 | "Hips Don't Lie"           | Song of the Year           | Venceu     |
| 2007 | "Te Lo Agradezco, Pero No" | Video of the Year          | Indicado   |
| 2009 | Shakira                    | Fashionista Award — Female | Indicado   |
| 2009 | Shakira                    | Best Fan Club              | Indicado   |
| 2009 | Shakira                    | Agent of Change            | Venceu     |
| 2009 | "Loba"                     | Video of the Year          | Indicado   |
| 2009 | "Loba"                     | Song of the Year           | Indicado   |

## Los 40 Music Awards
Los 40 Music Awards (anteriormente intitulado 'Premios 40 Principales') é uma cerimônia de premiação hospedada anualmente pelo canal de rádio espanhol Los 40 Principales. Shakira recebeu dez prêmios de dezesseis indicações.
| Ano  | Prêmio                              | Nomeação                                      | Resultado |
| ---- | ----------------------------------- | --------------------------------------------- | --------- |
| 2006 | " Hips Don't Lie"                   | Best International Song                       | Venceu    |
| 2006 | Shakira                             | Best International Artist                     | Venceu    |
| 2009 | " Loba"                             | Best International Song In Spanish Language   | Venceu    |
| 2009 | Shakira                             | Best International Artist In Spanish Language | Venceu    |
| 2010 | " Waka Waka (This Time for Africa)" | Best International Song In Spanish Language   | Indicado  |
| 2010 | Shakira                             | Best International Artist In Spanish Language | Venceu    |
| 2011 | Shakira                             | Best International Artist In Spanish Language | Venceu    |
| 2011 | Shakira                             | Most influential Latin artist in the world    | Venceu    |
| 2011 | "Loca"                              | Best International Song In Spanish Language   | Indicado  |
| 2011 | "Rabiosa"                           | Best International Song In Spanish Language   | Indicado  |
| 2012 | Shakira                             | Best International Artist In Spanish Language | Venceu    |
| 2016 | Shakira                             | 50th Anniversary Golden Music Awards          | Venceu    |
| 2016 | "La Bicicleta" (com Carlos Vives)"  | 50th Anniversary Golden Music Awards          | Venceu    |
| 2016 | "La Bicicleta" (com Carlos Vives)"  | Los 40 Global Show Award                      | Indicado  |
| 2017 | Shakira                             | Best Latin Artist                             | Indicado  |
| 2017 | Me Enamoré                          | Los 40 Global Show Award                      | Indicado  |

## Lunas del Auditorio
| Ano  | Prêmio           | Nomeação | Resultado | Ref     |
| ---- | ---------------- | -------- | --------- | ------- |
| 2003 | Best Spanish Pop | Shakira  | Venceu    | [ 119 ] |
| 2008 | Best Spanish Pop | Shakira  | Indicado  | [ 120 ] |
| 2011 | Best Spanish Pop | Shakira  | Indicado  | [ 121 ] |
| 2013 | Best Spanish Pop | Shakira  | Indicado  | [ 122 ] |

## Mnet Asian Music Awards
O Mnet Asian Music Awards, de outra forma abreviado como MAMA, é uma premiação realizada anualmente pela Mnet que credita artistas sul-coreanos, bem como artistas estrangeiros que tiveram um impacto na indústria da música sul-coreana.
| Ano  | Prêmio              | Nomeação                  | Resultado |
| ---- | ------------------- | ------------------------- | --------- |
| 2002 | "Objection (Tango)" | Best International Artist | Indicado  |

## MuchMusic Video Awards
O MuchMusic Video Awards é uma premiação anual apresentada pelo canal canadense de vídeos musicais MuchMusic para homenagear os melhores videoclipes do ano. Shakira recebeu dois prêmios de três indicações.
| Ano  | Prêmio                         | Nomeação                                        | Resultado |
| ---- | ------------------------------ | ----------------------------------------------- | --------- |
| 2002 | "Whenever, Wherever"           | Escolha do povo: artista internacional favorito | Venceu    |
| 2002 | "Whenever, Wherever"           | Melhor Artista Internacional de Vídeo           | Venceu    |
| 2007 | "Beautiful Liar" (com Beyoncé) | Melhor Artista Internacional de Vídeo           | Indicado  |

## MTV Awards

### MTV Asia Awards
O MTV Asia Awards concede reconhecimento e prêmios a ícones asiáticos e internacionais em realizações, cinema, moda, humanitária e musical. Shakira foi indicada três vezes.
| Ano  | Prêmio                         | Nomeação           | Resultado |
| ---- | ------------------------------ | ------------------ | --------- |
| 2003 | Shakira                        | Best Female Artist | Indicado  |
| 2003 | Shakira                        | Best New Artist    | Indicado  |
| 2008 | "Beautiful Liar" (com Beyoncé) | Best Hook Up       | Indicado  |

### MTV Europe Music Awards
O MTV Europe Music Awards foi criado em 1994 pela MTV Networks Europe para celebrar os videoclipes mais populares da Europa. Shakira recebeu dois prêmios de catorze indicações.
| Ano  | Prêmio                         | Nomeação             | Resultado |
| ---- | ------------------------------ | -------------------- | --------- |
| 2002 | "Whenever, Wherever"           | Best Song            | Indicado  |
| 2002 | Shakira                        | Best Female          | Indicado  |
| 2002 | Shakira                        | Best New Act         | Indicado  |
| 2002 | Shakira                        | Best Pop             | Indicado  |
| 2005 | Shakira                        | Best Pop             | Indicado  |
| 2005 | Shakira                        | Best Female          | Venceu    |
| 2006 | Shakira                        | Best Pop             | Indicado  |
| 2006 | Shakira                        | Best Female          | Indicado  |
| 2006 | "Hips Don't Lie"               | Best Song            | Indicado  |
| 2007 | "Beautiful Liar" (com Beyoncé) | Most Addictive track | Indicado  |
| 2009 | "She Wolf"                     | Best Video           | Indicado  |
| 2009 | Shakira                        | Best Female          | Indicado  |
| 2010 | Shakira                        | Best Female          | Indicado  |
| 2010 | Shakira                        | Free Your Mind       | Venceu    |

### MTV Video Music Awards Japan
O MTV Video Music Awards do Japão é a versão japonesa do MTV Video Music Awards. Shakira foi indicada por duas vezes.
| Ano  | Prêmio                       | Nomeação           | Resultado |
| ---- | ---------------------------- | ------------------ | --------- |
| 2008 | Beautiful Liar (com Beyonce) | Best Collaboration | Indicado  |
| 2008 | Beautiful Liar (com Beyonce) | Best Pop Video     | Indicado  |

### MTV Millennial Awards
O MTV Millennial Awards celebra música, filmes, TV, moda e coisas que acontecem nas redes sociais. Shakira foi indicada uma vez.
| Ano  | Prêmio                         | Nomeação                           | Resultado |
| ---- | ------------------------------ | ---------------------------------- | --------- |
| 2014 | Shakira                        | Colombian Twitter Star Of The Year | Indicado  |
| 2017 | "Chantaje" part Maluma         | Collaboration of the Year          | Indicado  |
| 2017 | La Bicicleta part Carlos Vives | Best Party Anthem                  | Indicado  |
| 2018 | Shakira                        | Artist of the Year (Colombia)      | Pendente  |

### MTV Italian Music Awards
Primeiramente chamado de TRL Awards, desde 2012 é apresentado pela MTV Itália mudando o nome de MTV Italian Music Awards.
| Ano  | Prêmio                                     | Nomeação   | Resultado |
| ---- | ------------------------------------------ | ---------- | --------- |
| 2014 | Can't Remember To Forget You (pt. Rihanna) | Best video | Indicado  |

### MTV Video Music Awards
O MTV Video Music Awards foi criado no final do verão de 1984 pela MTV para celebrar os melhores videoclipes do ano. Shakira recebeu quatro prêmios de vinte e quatro indicações.
| Ano  | Prêmio                         | Nomeação                                                     | Resultado |
| ---- | ------------------------------ | ------------------------------------------------------------ | --------- |
| 2000 | "Ojos Así"                     | International Viewer's Choice Awards Latin America(North)    | Venceu    |
| 2000 | "Ojos Así"                     | International Viewer's Choice Awards Latin America(South)    | Indicado  |
| 2002 | "Whenever, Wherever/Suerte"    | Best Female Video                                            | Indicado  |
| 2002 | "Whenever, Wherever/Suerte"    | Best Pop Video                                               | Indicado  |
| 2002 | "Whenever, Wherever/Suerte"    | Best Dance video                                             | Indicado  |
| 2002 | "Whenever, Wherever/Suerte"    | Best Cinematography in a Video                               | Indicado  |
| 2002 | "Whenever, Wherever/Suerte"    | International Viewer's Choice Awards Latin America(North)    | Venceu    |
| 2002 | "Whenever, Wherever/Suerte"    | International Viewer's Choice Awards Latin America(Pacific)  | Indicado  |
| 2002 | "Whenever, Wherever/Suerte"    | International Viewer's Choice Awards Latin America(Atlantic) | Indicado  |
| 2005 | "La tortura"                   | Best Female Video                                            | Indicado  |
| 2005 | "La tortura"                   | Viewer's Choice Awards                                       | Indicado  |
| 2005 | "La tortura"                   | Best Dance Video                                             | Indicado  |
| 2006 | "Hips Don't Lie"               | Best Female Video                                            | Indicado  |
| 2006 | "Hips Don't Lie"               | Best Pop Video                                               | Indicado  |
| 2006 | "Hips Don't Lie"               | Best Dance Video                                             | Indicado  |
| 2006 | "Hips Don't Lie"               | Video of the Year                                            | Indicado  |
| 2006 | "Hips Don't Lie"               | Viewer's Choice Awards                                       | Indicado  |
| 2006 | "Hips Don't Lie"               | Best Choreography in a Video                                 | Venceu    |
| 2006 | "Hips Don't Lie"               | Best Art Direction in a Video                                | Indicado  |
| 2007 | "Beautiful Liar" (com Beyoncé) | Most Earthshattering Collaboration                           | Venceu    |
| 2007 | "Beautiful Liar" (com Beyoncé) | Best Direction in a Video                                    | Indicado  |
| 2007 | "Beautiful Liar" (com Beyoncé) | Best Choreography in a Video                                 | Indicado  |
| 2007 | "Beautiful Liar" (com Beyoncé) | Best Editing in a Video                                      | Indicado  |
| 2010 | Shakira                        | Tr3́s Latino Artist of the Year                               | Indicado  |

## MÜ-YAP Turkish Phonographic Industry Society Awards
O MU-YAP Turkish Phonographic Industry Society Awards é apresentado anualmente para homenagear o excelente álbum e artista em termos de vendas na Turquia. Shakira foi recompensada uma vez.
| Ano  | Prêmio          | Nomeação                                | Resultado |
| ---- | --------------- | --------------------------------------- | --------- |
| 2003 | Laundry Service | Best selling International female album | Venceu    |

## NAACP Image Awards
O NAACP Image Award é um prêmio concedido anualmente pelo Associação Nacional para o Progresso de Pessoas de Cor para homenagear as pessoas negras destaque no cinema, na televisão, na música e na literatura. Shakira foi indicada uma vez.
| Ano  | Prêmio                       | Nomeação                | Resultado |
| ---- | ---------------------------- | ----------------------- | --------- |
| 2008 | Beautiful Liar (com Beyonce) | Outstanding Music Video | Indicado  |

## Nickelodeon Kids' Choice Awards
O Nickelodeon Kids' Choice Awards é uma premiação anual, que homenageia os maiores atos de televisão, cinema e música do ano, conforme votado pelo povo. Shakira foi indicada uma vez.
| Ano  | Prêmio           | Nomeação                   | Resultado |
| ---- | ---------------- | -------------------------- | --------- |
| 2007 | "Hips Don't Lie" | Favorite Song              | Indicado  |
| 2017 | Herself          | Favorite Global Music Star | Indicado  |

### Nickelodeon Kid's Choice Awards Colombia
O Kids 'Choice Awards Colombia é a edição colombiana do Kids Choice Awards da Nickelodeon. Shakira foi indicada três vezes e ganhou um dos prêmios.
| Ano  | Prêmio                          | Nomeação                  | Resultado |
| ---- | ------------------------------- | ------------------------- | --------- |
| 2014 | "Nunca Me Acuerdo de Olvidarte" | Favorite Latin Song       | Venceu    |
| 2014 | "Herself"                       | Favorite Colombian Artist | Indicado  |
| 2016 | "La Bicicleta" ft. Carlos Vives | Favorite Latin Song       | Indicado  |

### Meus Premios Nick
| Ano  | Prêmio  | Nomeação                                 | Resultado |
| ---- | ------- | ---------------------------------------- | --------- |
| 2003 | Shakira | Favorite International Solo/Group Aritst | Indicado  |

### Nickelodeon Kid's Choice Awards Argentina
O Nickelodeon Kids Choice Awards Argentina, também conhecido como KCAAs e/ou Kids Choice Awards Argentina, é uma premiação anual que vai ao ar na Nickelodeon Latin America.Shakira foi indicada uma vez.
| Ano  | Prêmio                   | Nomeação                      | Resultado |
| ---- | ------------------------ | ----------------------------- | --------- |
| 2011 | Shakira                  | Favorite Latin Singer or Band | Pendente  |
| 2011 | Loca""                   | Favorite Song                 | Pendente  |
| 2014 | "La La La (Brazil 2014)" | Favorite Latin Song           | Pendente  |

## NME Awards
O NME Awards é uma mostra anual de prêmios de música fundada pela revista de música NME. Shakira recebeu uma indicação.
| Ano  | Prêmio  | Nomeação                    | Resultado |
| ---- | ------- | --------------------------- | --------- |
| 2011 | Shakira | NME Award for Hottest Woman | Indicado  |

## NRJ Music Awards
O NRJ Music Awards, criado em 2000 pela rádio NRJ em parceria com a rede de televisão TF1. Shakira recebeu sete prêmios de quinze indicações.
| Ano  | Prêmio                | Nomeação                                | Resultado |
| ---- | --------------------- | --------------------------------------- | --------- |
| 2003 | " Whenever, Wherever" | International Song of the Year          | Venceu    |
| 2003 | "Laundry Service"     | International Album of the Year         | Venceu    |
| 2003 | Shakira               | International Female Artist of the Year | Venceu    |
| 2006 | "La Tortura"          | International Song of the Year          | Venceu    |
| 2006 | "La Tortura"          | Video Of the Year                       | Indicado  |
| 2006 | Shakira               | International Female Artist of the Year | Indicado  |
| 2007 | "Hips Don't Lie"      | International Song of the Year          | Indicado  |
| 2007 | Shakira               | International Female Artist of the Year | Indicado  |
| 2010 | Shakira               | International Female Artist of the Year | Indicado  |
| 2011 | "Waka Waka"           | International Song of the Year          | Venceu    |
| 2011 | Shakira               | International Female Artist of the Year | Venceu    |
| 2012 | Shakira               | Honor for the Career                    | Venceu    |
| 2014 | Shakira               | International Female Artist of the Year | Indicado  |
| 2016 | Shakira               | International Female Artist of the Year | Indicado  |
| 2017 | Shakira               | International Female Artist of the Year | Indicado  |

## Ordre des Arts et des Lettres
Ordre des Arts et des Lettres (Ordem das Artes e Letras) é uma Ordem da França, estabelecida em 2 de maio de 1957 pelo Ministro da Cultura, e seu status suplementar à Ordre national du Mérite foi confirmado pelo Presidente Francês Charles de Gaulle em 1963 Sua finalidade é o reconhecimento de contribuições significativas para as artes, literatura ou a propagação desses campos. Shakira recebeu a honra em 2012.
| Ano  | Prêmio  | Nomeação                      | Resultado |
| ---- | ------- | ----------------------------- | --------- |
| 2012 | Shakira | Ordre des Arts et des Lettres | Venceu    |

## Orgullosamente Latino Awards
Orgullosamente Latino Awards é o Latino Awards organizado pela Ritmoson Latino. O show é realizado anualmente desde 2004 e é votado pelo público em geral. Shakira recebeu dois prêmios de duas indicações.
| Ano  | Prêmio  | Nomeação                       | Resultado |
| ---- | ------- | ------------------------------ | --------- |
| 2006 | Shakira | Solo Artist of the year        | Venceu    |
| 2010 | Shakira | Solo Female Artist of the year | Venceu    |

## People's Choice Awards
O People's Choice Awards é uma premiação que reconhece as pessoas e o trabalho da cultura popular. O show acontece anualmente desde 1975 e é votado pelo público em geral. Shakira recebeu um prêmio de quatro indicações.
| Ano  | Prêmio                         | Nomeação                        | Resultado |
| ---- | ------------------------------ | ------------------------------- | --------- |
| 2007 | "Hips Don't Lie"               | Favorite Pop Song               | Venceu    |
| 2007 | Shakira                        | Favorite Female Artist          | Indicado  |
| 2008 | "Beautiful Liar" (com Beyoncé) | Favorite R&B Song               | Indicado  |
| 2017 | Shakira                        | Favorite Social Media Celebrity | Indicado  |

## Premios Juventud
Premios Juventud é uma premiação para celebridades de língua espanhola nas áreas de cinema, música, esportes, moda e cultura pop, apresentada pela rede de televisão Univision. Shakira recebeu quinze prêmios de quarenta e seis indicações.

| Ano  | Prêmio                           | Nomeação                          | Resultado |
| ---- | -------------------------------- | --------------------------------- | --------- |
| 2004 | Shakira                          | She’s Totally Red Carpet          | Indicado  |
| 2004 | Shakira                          | Dream Chic                        | Indicado  |
| 2004 | Shakira                          | Best Moves                        | Indicado  |
| 2004 | Shakira                          | All Over the Dial                 | Indicado  |
| 2004 | Shakira                          | My Idol Is                        | Indicado  |
| 2004 | Shakira And Antonio De La Rúa    | Hottest Romance                   | Indicado  |
| 2005 | Shakira                          | Favourite Rock Star               | Venceu    |
| 2005 | Shakira                          | Favourite Pop Star                | Venceu    |
| 2005 | Shakira                          | My Idol Is..                      | Indicado  |
| 2005 | Shakira                          | Best Moves                        | Venceu    |
| 2005 | Shakira                          | I Hear Her Everywhere             | Venceu    |
| 2005 | "Fijación Oral Vol. 1"           | CD to Die For                     | Indicado  |
| 2005 | "La Tortura"                     | Catchiest Tune                    | Indicado  |
| 2005 | Shakira e Alejandro Sanz         | Dynamic Duet                      | Venceu    |
| 2006 | Shakira                          | Favourite Rock artist             | Venceu    |
| 2006 | Shakira                          | Favourite pop star                | Indicado  |
| 2006 | Shakira                          | iQue rico se mueve!(Best moves)   | Venceu    |
| 2007 | Shakira                          | Favourite pop star                | Indicado  |
| 2007 | Shakira                          | My Favorite Concert               | Indicado  |
| 2007 | Shakira                          | iQue rico se mueve!(Best moves)   | Venceu    |
| 2007 | Shakira                          | My Idol is...                     | Venceu    |
| 2007 | "Te Lo Agradezco, Pero No"       | The Perfect Combo                 | Indicado  |
| 2008 | Shakira                          | iQue rico se mueve!(Best moves)   | Indicado  |
| 2010 | Shakira                          | iQue rico se mueve!(Best moves)   | Indicado  |
| 2010 | Shakira                          | Supernova Award                   | Venceu    |
| 2010 | "Loba"                           | My Favorite Video                 | Venceu    |
| 2010 | "Loba"                           | My Ringtone                       | Indicado  |
| 2010 | "Somos el Mundo"                 | The Perfect Combo                 | Indicado  |
| 2011 | Shakira                          | iQue rico se mueve!(Best moves)   | Venceu    |
| 2011 | Shakira                          | Favourite pop star                | Indicado  |
| 2011 | "Loca" (part El Cata)            | Catchiest Tune                    | Indicado  |
| 2011 | "Loca" (part El Cata)            | My Favorite Video                 | Indicado  |
| 2011 | "Loca" (part El Cata)            | Favorite Ringtone                 | Indicado  |
| 2011 | "Sale El Sol"                    | Your Favorite CD                  | Indicado  |
| 2011 | "The Sun Comes Out World Tour"   | The Super Tour                    | Indicado  |
| 2012 | Shakira                          | iQue rico se mueve!(Best moves)   | Venceu    |
| 2012 | Shakira                          | Favourite pop star                | Indicado  |
| 2013 | Shakira                          | iQue rico se mueve!(Best moves)   | Venceu    |
| 2014 | Shakira                          | Favorite Hispanic Pop/Rock Artist | Indicado  |
| 2014 | "Can't Remember to Forget You"   | Favorite hit                      | Venceu    |
| 2016 | "Mi Verdad"                      | Mejor Tema Novelero               | Indicado  |
| 2016 | Shakira                          | Mi Tuitero Favorito               | Indicado  |
| 2017 | "Chantaje" pt. Maluma            | Best Song For Dancing             | Indicado  |
| 2017 | "Chantaje" pt. Maluma            | The Perfect Combination           | Indicado  |
| 2017 | " La Bicicleta" pt. Carlos Vives | The Perfect Combination           | Indicado  |
| 2017 | " La Bicicleta" pt. Carlos Vives | Best Song For "Chillin"           | Indicado  |

## Premios Lo Nuestro
Premio Lo Nuestro é uma premiação que homenageia o melhor da música latina, apresentada pela rede de televisão Univision . Shakira recebeu vinte e quatro prêmios de quarenta e duas indicações.
| Ano  | Prêmio                           | Nomeação                                   | Resultado |
| ---- | -------------------------------- | ------------------------------------------ | --------- |
| 1997 | Shakira                          | Best Pop Female Artist                     | Venceu    |
| 1997 | Shakira                          | Best New Artist                            | Venceu    |
| 1997 | Pies Descalzos                   | Pop Album of the Year                      | Venceu    |
| 1997 | "Estoy Aquí"                     | Pop Song of the Year                       | Indicado  |
| 1997 | "Pies Descalzos, Sueños Blancos" | Video of the Year                          | Indicado  |
| 1999 | Shakira                          | Best Pop Female Artist                     | Venceu    |
| 1999 | Dónde Están los Ladrones?        | Pop Album of the Year                      | Venceu    |
| 1999 | "Ciega, Sordomuda"               | Pop Song of the Year                       | Indicado  |
| 1999 | "Ciega, Sordomuda"               | Video of the Year                          | Indicado  |
| 2000 | Shakira                          | Best Pop Female Artist                     | Venceu    |
| 2001 | MTV Unplugged                    | Rock Album of the Year                     | Venceu    |
| 2001 | Shakira                          | Best Rock Artist                           | Venceu    |
| 2001 | Shakira                          | Best Pop Female Artist                     | Indicado  |
| 2002 | Laundry Service                  | People Choice Award: Favorite Rock Album   | Venceu    |
| 2003 | Shakira                          | Best Pop Female Artist                     | Venceu    |
| 2003 | Shakira                          | People'ｓ Internet Choice Award-Rock Genre | Indicado  |
| 2003 | "Suerte"                         | Song of the Year                           | Indicado  |
| 2004 | Shakira                          | Best Pop Female Artist                     | Venceu    |
| 2004 | "Que Me Quedes Tu"               | Song of the Year                           | Indicado  |
| 2006 | "La Tortura"                     | Pop Song Of The Year                       | Indicado  |
| 2006 | Shakira & Alejandro Sanz         | Group Or Duo Of The Year                   | Venceu    |
| 2006 | "Fijación Oral vol. 1"           | Pop Album of the Year                      | Venceu    |
| 2006 | "No"                             | Clip of the Year                           | Venceu    |
| 2007 | Shakira                          | Best Pop Female Artist                     | Venceu    |
| 2010 | "Loba"                           | Video of the Year                          | Venceu    |
| 2011 | Shakira                          | Artist of the Year                         | Indicado  |
| 2011 | Shakira                          | Best Female Artist                         | Venceu    |
| 2011 | "Lo Hecho Está Hecho"            | Pop Song of the Year                       | Venceu    |
| 2012 | Shakira                          | Artist of the Year                         | Venceu    |
| 2012 | Shakira                          | Best Pop Female Artist                     | Venceu    |
| 2012 | "Rabiosa"                        | Pop Song of the Year                       | Venceu    |
| 2012 | "Rabiosa"                        | Best Collaboration of the Year             | Indicado  |
| 2012 | "Sale el Sol"                    | Pop Song of the Year                       | Indicado  |
| 2012 | "Sale el Sol"                    | Pop Album of the Year                      | Venceu    |
| 2015 | Shakira                          | Pop Female Artist of the Year              | Venceu    |
| 2016 | Shakira                          | Pop Female Artist of the Year              | Venceu    |
| 2016 | "Mi Verdad" part. Mana           | Collaboration of the Year                  | Indicado  |
| 2016 | "Mi Verdad" part. Mana           | Pop Song of the Year                       | Indicado  |
| 2016 | "Mi Verdad" part. Mana           | Video of the Year                          | Indicado  |
| 2017 | "La Bicicleta"                   | Single of the Year                         | Venceu    |
| 2017 | "La Bicicleta"                   | Video of the Year                          | Venceu    |
| 2017 | "La Bicicleta"                   | Tropical Song of the Year                  | Venceu    |

## Premios Nuestra Tierra
Premios Nuestra Tierra é uma premiação anual que homenageia a criatividade e a disposição de artistas colombianos desde 2007. Shakira recebeu cinco prêmios de vinte e seis indicações.
| Ano  | Prêmio                             | Nomeação                                  | Resultado |
| ---- | ---------------------------------- | ----------------------------------------- | --------- |
| 2007 | Shakira                            | Best Pop Artist of the Year               | Venceu    |
| 2007 | Shakira                            | Best Pop Performance of the Year          | Indicado  |
| 2007 | Shakira                            | Best Artist of the Year                   | Venceu    |
| 2007 | "Hips Dont Lie"                    | Best Urban Performance of the Year        | Venceu    |
| 2007 | "Fijacion Vol. 1"                  | Best Album of the Year                    | Indicado  |
| 2007 | "La Pared"                         | Best Song of the Year                     | Indicado  |
| 2008 | "Hay Amores"                       | Best movie Soundtrack national            | Venceu    |
| 2010 | Shakira                            | Best website Colombian artist             | Indicado  |
| 2010 | Shakira                            | Best Artist of the Year (Público)         | Indicado  |
| 2010 | Shakira                            | Best Pop Artist of the Year               | Indicado  |
| 2010 | "Loba"                             | Best Pop Performance of the Year          | Indicado  |
| 2010 | "Loba"                             | Best Music Video of the Year (Colombiano) | Indicado  |
| 2011 | "Waka Waka (This Time For Africa)" | Best Song of the Year                     | Indicado  |
| 2011 | "Waka Waka (This Time For Africa)" | Best Song of the Year (Público)           | Indicado  |
| 2011 | "Loca"                             | Best Music Video of the Year (Colombiano) | Venceu    |
| 2011 | Shakira                            | Best Artist of the Year                   | Indicado  |
| 2011 | Shakira                            | Best Artist of the Year (Público)         | Indicado  |
| 2011 | Shakira                            | Best Pop Artist of the Year               | Indicado  |
| 2011 | Shakira                            | Twittered of the Year                     | Indicado  |
| 2011 | Shakira                            | Best Fan Club                             | Indicado  |
| 2011 | "Sale El Sol"                      | Album Of The Year                         | Indicado  |
| 2012 | Shakira                            | Best Artist of the Year                   | Indicado  |
| 2012 | Shakira                            | Best Pop Artist of the Year               | Indicado  |
| 2012 | Shakira                            | Best Artist of the Year (Público)         | Indicado  |
| 2012 | Shakira                            | Twittered of the Year                     | Indicado  |
| 2012 | "Antes de las Seis"                | Best Pop Performance of the Year          | Indicado  |

## Premios Oye!
Premios Oye! são apresentados anualmente pela Academia Nacional de la Música en México por realizações notáveis na indústria fonográfica mexicana. Shakira recebeu nove prêmios de quinze indicações.
| Ano  | Prêmio                     | Nomeação                              | Resultado |
| ---- | -------------------------- | ------------------------------------- | --------- |
| 2002 | Shakira                    | Best International Female Artist      | Venceu    |
| 2002 | Shakira                    | Best Pop Female Artist                | Indicado  |
| 2002 | Shakira                    | Best Spanish Breakthrough of the Year | Indicado  |
| 2005 | Shakira                    | Best Pop Female Artist                | Venceu    |
| 2006 | "Oral Fixation Vol. 2"     | Best English Record of the Year       | Venceu    |
| 2006 | "Día de Enero"             | Premio Social a la Música             | Venceu    |
| 2006 | "Hips Don't Lie"           | Best Spanish Song of the Year         | Venceu    |
| 2006 | "Hips Don't Lie"           | Best English Song of the Year         | Venceu    |
| 2006 | "Hips Don't Lie"           | Video of the Year                     | Venceu    |
| 2007 | "Te Lo Agradezco, Pero No" | Best Spanish Video of the Year        | Venceu    |
| 2007 | "Te Lo Agradezco, Pero No" | Best Spanish Song of the Year         | Venceu    |
| 2010 | "She Wolf"                 | Spanish Album of the Year             | Indicado  |
| 2010 | Shakira                    | Female Artist of the Year             | Indicado  |
| 2012 | "Sale El Sol"              | Spanish Album of the Year             | Indicado  |
| 2012 | Shakira                    | Female Artist of the Year             | Indicado  |

## Radio Disney Music Awards
Radio Disney Music Awards é uma premiação. Shakira foi homenageada com o prêmio de herói.
| Ano  | Prêmio  | Nomeação                | Resultado |
| ---- | ------- | ----------------------- | --------- |
| 2014 | Shakira | Radio Disney Hero Award | Venceu    |

## Record of the Year Awards
A Record of the Year Awards foi um prêmio votado pelo público do Reino Unido. Por muitos anos foi dado em conjunto com programas de televisão de mesmo nome. Shakira uma nomeação.
| Ano  | Prêmio                       | Nomeação           | Resultado |
| ---- | ---------------------------- | ------------------ | --------- |
| 2007 | Beautiful Liar (com Beyonce) | Record of the Year | Indicado  |

## Ritmo Latino Music Awards
Ritmo Latino Music Awards foi associado por quatro anos com o nome "El Premio De La Gente" e todos os vencedores são determinados em uma votação direta dos fãs. Shakira recebeu três prêmios de três indicações.
| Ano  | Prêmio                       | Nomeação                         | Resultado |
| ---- | ---------------------------- | -------------------------------- | --------- |
| 1999 | "¿Dónde Están Los Ladrones?" | Best International Female Artist | Venceu    |
| 1999 | Shakira                      | Artist of the Year               | Venceu    |
| 2002 | "Suerte"                     | Music Video of the Year          | Venceu    |

## Shock Awards
Shock Awards são realizados na Colômbia.
| Ano  | Prêmio                             | Nomeação                  | Resultado |
| ---- | ---------------------------------- | ------------------------- | --------- |
| 1996 | Shakira                            | Best Songwriter           | Venceu    |
| 1996 | Pies Descalzos                     | Best Album                | Venceu    |
| 1999 | Shakira                            | Person of the Year        | Venceu    |
| 1999 | Shakira                            | Best Music Composer       | Venceu    |
| 1999 | Shakira                            | Best Artist               | Venceu    |
| 1999 | Dónde Están los Ladrones?          | Best Album                | Venceu    |
| 2000 | "Hay amores"                       | Best Soundtrack in a Film | Indicado  |
| 2002 | Shakira                            | Artist of the Year        | Venceu    |
| 2005 | "Fijación Oral Vol. 1"             | Best Album                | Venceu    |
| 2009 | "She Wolf"                         | Best Radio Song           | Indicado  |
| 2010 | "Waka Waka (This Time for Africa)" | Best Radio Song           | Indicado  |
| 2010 | "She Wolf"                         | Album of the Year         | Indicado  |
| 2016 | "La Bicicleta"                     | Best Radio Song           | Venceu    |

## Swiss Music Awards
Swiss Music Awards é o prêmio anual da Suíça, criado em 2008. Shakira foi indicada uma vez e ganhou o prêmio.
| Ano  | Prêmio                             | Nomeação               | Resultado |
| ---- | ---------------------------------- | ---------------------- | --------- |
| 2011 | "Waka Waka (This Time for Africa)" | Best International Hit | Venceu    |

## Telehit Awards
| Ano  | Prêmio    | Nomeação                                 | Resultado |
| ---- | --------- | ---------------------------------------- | --------- |
| 2008 | Shakira   | Most Important Latin Artist in the World | Venceu    |
| 2009 | Shakira   | Most Important Latin Artist in the World | Venceu    |
| 2011 | "Rabiosa" | Song of the Year                         | Venceu    |
| 2017 | Shakira   | Artist of the Decade                     | Venceu    |

## Teen Choice Awards
O Teen Choice Awards foi criado em 1999 para homenagear as maiores realizações do ano em música, filmes, esportes e televisão, sendo votado por jovens entre 13 e 19 anos. Shakira foi indicada nove vezes e ganhou duas.
| Ano  | Prêmio                   | Nomeação                                              | Resultado |
| ---- | ------------------------ | ----------------------------------------------------- | --------- |
| 2002 | Shakira                  | Choice Music :Female Artist                           | Indicado  |
| 2010 | Shakira                  | Choice Music :Female Artist                           | Indicado  |
| 2010 | Shakira                  | Choice Others: Activist                               | Venceu    |
| 2014 | Shakira                  | Choice TV Reality Personality - Female                | Venceu    |
| 2015 | Shakira                  | Choice Twit                                           | Venceu    |
| 2016 | Shakira                  | Choice Song from a Movie or TV Show: "Try Everything" | Venceu    |
| 2017 | Shakira                  | Choice Latin Artist                                   | Venceu    |
| 2017 | Chantaje pt. Maluma      | Choice Latin Song                                     | Indicado  |
| 2017 | Deja Vu pt. Prince Royce | Choice Latin Song                                     | Venceu    |

## TRL Music Awards
TRL Awards (Italy) são os prêmios anuais da Itália, para celebrar os artistas mais populares e vídeos musicais na Itália. Shakira foi indicada duas vezes.
| Ano  | Prêmio    | Nomeação           | Resultado |
| ---- | --------- | ------------------ | --------- |
| 2011 | "Shakira" | Too Much Award     | Indicado  |
| 2011 | "Shakira" | Wonder Woman Award | Venceu    |

## Urban Music Awards
O Urban Music Awards é uma apresentação anual do prêmio de música. Os vencedores são declarados em seu site oficial "Virgin Media". Shakira recebeu um prêmio de uma indicação.
| Ano  | Prêmio  | Nomeação                      | Resultado |
| ---- | ------- | ----------------------------- | --------- |
| 2009 | Shakira | Best Latino International Act | Indicado  |

## World Music Awards
O World Music Awards é uma premiação internacional fundada em 1989 que homenageia anualmente artistas de gravação com base em números de vendas mundiais fornecidos pela International Federation of the Phonographic Industry (IFPI). Shakira recebeu sete prêmios de dezessete indicações.
| Ano  | Prêmio                                                   | Nomeação                                   | Resultado |
| ---- | -------------------------------------------------------- | ------------------------------------------ | --------- |
| 1998 | Shakira                                                  | World's Best Selling Latin Female Artist   | Venceu    |
| 2003 | Shakira                                                  | World's Best Selling Latin Female Artist   | Venceu    |
| 2005 | Shakira                                                  | World's Best Selling Latin Female Artist   | Venceu    |
| 2006 | Shakira                                                  | World's Best Selling Latin Female Artist   | Venceu    |
| 2006 | Shakira                                                  | World's Best Selling Pop Artist            | Venceu    |
| 2007 | Shakira                                                  | World's Best Selling Pop Female Artist     | Indicado  |
| 2010 | Shakira                                                  | World's Best Selling Latin American Artist | Venceu    |
| 2014 | Shakira                                                  | World's Best Female Artist                 | Indicado  |
| 2014 | Shakira                                                  | World's Best selling Latin Artist          | Venceu    |
| 2014 | Shakira                                                  | World's Best Live Act                      | Indicado  |
| 2014 | Shakira                                                  | World's Best Entertainer of the Year       | Indicado  |
| 2014 | "Can't Remember to Forget You" (participação de Rihanna) | World's Best Song                          | Indicado  |
| 2014 | "Can't Remember to Forget You" (participação de Rihanna) | World's Best Video                         | Indicado  |
| 2014 | "Empire"                                                 | World's Best Song                          | Indicado  |
| 2014 | "Empire"                                                 | World's Best Video                         | Indicado  |
| 2014 | Shakira                                                  | World's Best Album                         | Indicado  |
| 2014 | Live from Paris                                          | World's Best Album                         | Indicado  |

## World Soundtrack Awards
O World Soundtrack Academy ou World Soundtrack Awards, lançada em 2001 pelo Festival Internacional de Flandres, destina-se a organizar e supervisionar os aspectos educacionais, culturais e profissionais da arte da música cinematográfica, incluindo a preservação da história da banda sonora e sua promoção mundial. Shakira foi indicada uma vez.
| Ano  | Prêmio      | Nomeação                                       | Resultado |
| ---- | ----------- | ---------------------------------------------- | --------- |
| 2008 | "Despedida" | Best Original Song Written Directly for a Film | Indicado  |